# سيندي وليامز (صحفية)
سيندي وليامز (بالإنجليزية: Cindy Williams)‏ هي صحفية أمريكية، ولدت في 1964.